# التربة الكيلانية
التربة الكيلانية هي موقع دفن وتجمع ديني تاريخي إسلامي يقع في الحي الإسلامي بالمدينة القديمة في القدس، ارتبط بعائلة الخوارزميين وأمراء دفنوا فيه خلال العصر المملوكي.

## الموقع الجغرافي
تقع التربة الكيلانية في الجهة الشمالية من طريق باب السلسلة في الحي الإسلامي من المدينة القديمة، مقابل المكتبة الخالدية، وتمتد على المحور الذي يربط باب الخليل غربًا وباب السلسلة شرقًا. يحدها من الغرب تربة حسام الدين بركة خان ومن الجنوب تربة الطازية.

## التاريخ والأصل
تُنسبُ التربةُ الكيلانيةُ إلى دفن أبناء الأمير الخوارزمي بركة خان الذين استُقدموا أثناء الحكم الأيوبي لاسترداد القدس من الصليبيين، فتسميت «كيلانية» نسبةً إلى نسبهم الخوارزمي. وقد دوّن يوسف سعيد النتشة دراسةً موسعة بعنوان «التربة الكيلانية – دراسة رقم 2 طريق باب السلسلة» صدرت عن دائرة الأوقاف الإسلامية في القدس عام 1979، تناول فيها البُعد العمراني والهندسي للموقع وملحقات الترميم.

## البنية والوظيفة
تتألف التربة الكيلانية من فناءٍ مكشوف محفوف بشواهد حجرية بسيطة تشير إلى مواقع القبور، ولا يرافقها بناء مغطى أو قبة. شملت أعمال الترميم الأولى في عام 1979 تثبيت الشواهد وتنظيم مساحة الدفن وتوثيق بيانات المتوفين.

## الأهمية الدينية والثقافية
تحتل التربة مكانةً دينيةً للمسلمين في القدس؛ إذ ترتبط بذكرى أمراء الخوارزمية ودورهم في الدفاع عن المدينة، وتُدرج ضمن مسار السبحة (جولة الزيارة) في الحي الإسلامي حيث يزورها المصلون للدعاء للمتوفين.

## الحفظ والترميم
أشرفت دائرة الأوقاف الإسلامية على أولى عمليات الترميم في تموز 1979، التي شملت تثبيت الشواهد وتنظيف الفناء وتهيئة مسار زيارة مناسب، وأرفِق ملحقٌ باللغة الإنجليزية يشرح تاريخ الموقع ووظيفته.